# 私家偵探 (漫畫)
《私家偵探》是漫畫家田上喜久（日语：たがみよしひさ）所著的日本偵探推理漫畫作品，連載於學習研究社漫畫雜誌『月刊Comic NORA』1988年9月號開始至1997年4月號。單行本全13卷，中文版由東立出版社代理出版。

## 概要
本故事描述「田沼平九郎偵探事務所」的兩位偵探——舉一反三的推理高手安堂一意和肌肉行動派三輪青午——所解決的事件。
故事以中篇或短篇為主，特色是走Q版畫風，但是在正經、關鍵或是特寫的地方人物或景色會「恢復正常」。

## 登場人物
安堂一意（あんどう いちい）
本故事的主人公，「田沼平九郎偵探事務所」的偵探，是個腦筋很靈活但是身體超級虛弱、三不五時就會嘔吐或暈倒的家伙。
在姉妹作（《妙賊一籮筐》）中登場。
三輪青午（みわ しょうご）
本故事的二號主角，「田沼平九郎偵探事務所」的偵探，被偵探事務所的人視為「連腦袋里都是肌肉」的男人，是個頭腦跟單細胞生物一樣簡單但是四肢發達的男人，主要負責體力活。有著很單純的情感，跟安堂一意是正好完全相反的類型。
也常常在姉妹作（《妙賊一籮筐》）中登場。
田沼京子（たぬま きょうこ）
負責管理事務所以及情報收集。是所長田沼平九郎的女兒，后來嫁給安堂一意。
田沼平九郎（たぬま へいくろう）
偵探事務所所長，京子的父親，以前是個警視庁的刑事。把偵探事務所交給安堂一意主持后退休。